# Museo Bardini
Il Museo Bardini è un'istituzione culturale di Firenze, situata nel quartiere di Oltrarno, con ingresso in via de' Renai 37 e uscita in piazza de' Mozzi 1. Il museo Bardini è di proprietà del Comune di Firenze.

## Storia

### Origini
Era qui l'antica chiesa di San Gregorio della Pace, fondata dalla famiglia Mozzi in memoria della pace chiusa fra Guelfi e Ghibellini nel 1273, e l'annesso convento dei Padri del Belmorire, donato nel 1600 ai religiosi e ampliato a proprie spese da Rodolfo Bardi, quindi soppresso nel 1775. 
Sul lato sinistro della facciata, all'angolo con via dei Renai, si segnala una lapide in marmo con epigrafe in caratteri gotici, che ricorda la fondazione della chiesa:
| + GREGORIO DECIMO · PP · SCI SVB HONORE · GREGORII PIMO PRO XPI FUNDOR AMORE · HIC GVIBELLINE CVM GUELFIS · PACE PATRATA · CESSAVE MINE SVB QVA SUM LUCE CREATA · LUCE DUODENA IVLII RADIANTE SERENA · BISSEXCENTENO DNI CVM SEPTUAGENO · ANNO TERNOQ} PSENTE VALENTI UTROQ} BISANTINOR DNO SIMVL 7 SICVLOR · MILLE DUCETENIS TIB C SEPTVAGENIS · GREGORIO BELLA DCIMO FUIT ISTA CAPELLA · PACIS FUNDATA A MOZIS EDIFICATA : · |

### L'età di Stefano Bardini

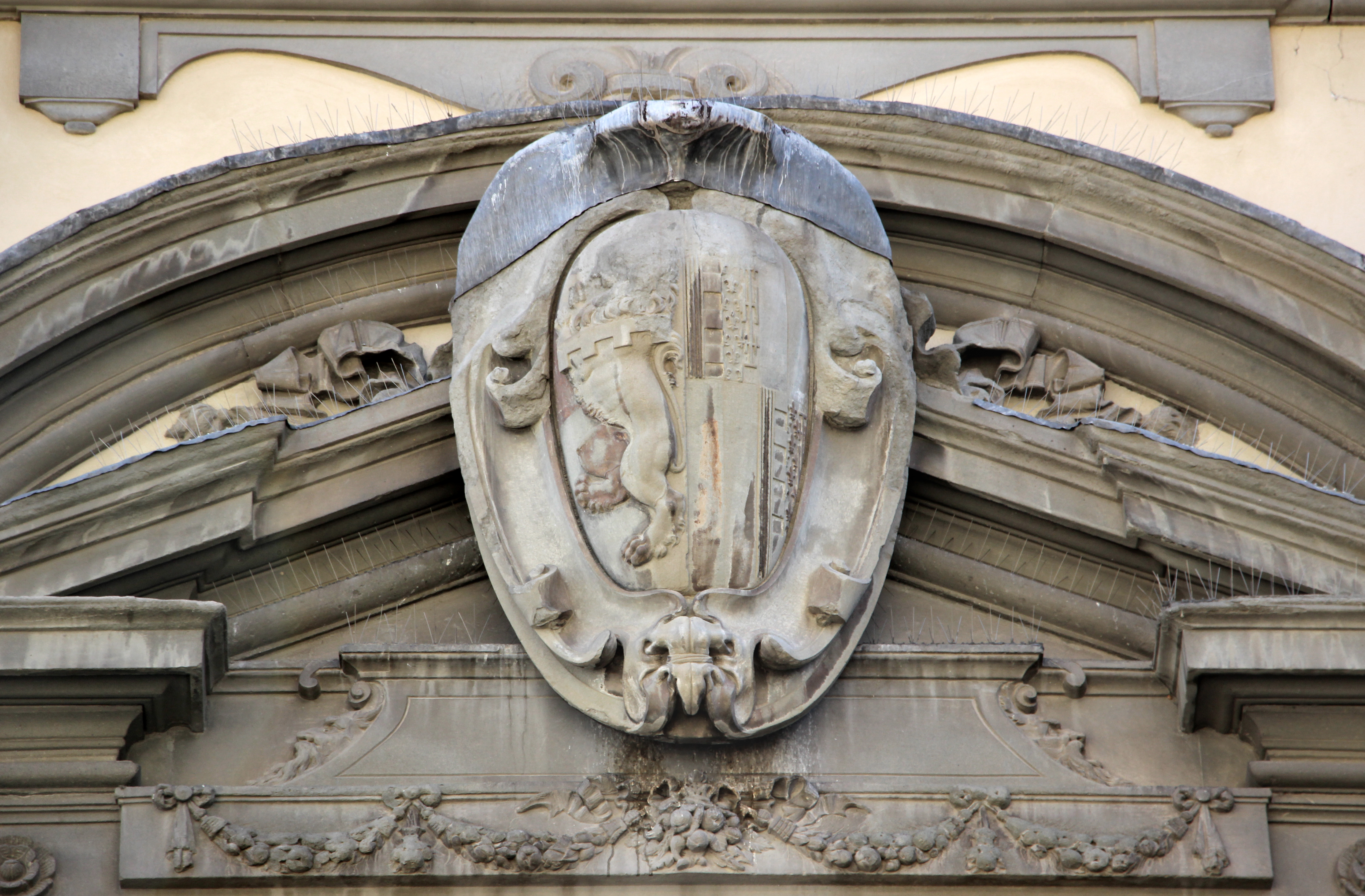
Stemma di reimpiego sulla facciata

Acquistato l'intero complesso negli anni settanta dell'Ottocento dall'antiquario Stefano Bardini, l'attuale palazzo fu eretto tra il 1881 e il 1883, su progetto dello stesso antiquario con la collaborazione dell'architetto Corinto Corinti, inglobando appunto la duecentesca chiesa con il suo convento. Tra le varie versioni del progetto, per quanto riguarda la facciata, si conservano due disegni che ipotizzano, il primo una decorazione a graffiti in sintonia con quanto propone l'antistante palazzo Torrigiani Nasi, il secondo nicchie predisposte ad accogliere statue. Nella costruzione Bardini reimpiegò pezzi architettonici ed elementi strutturali e decorativi di epoche diverse, acquistati sul mercato del tempo. 
Negli interni si realizzarono sale di dimensioni tali da poter accogliere soffitti staccati da edifici antichi, ricomposte scale monumentali, creati ambienti con l'inserimento di frammenti antichi. Per quanto concerne la facciata, sempre nell'ottica del reimpiego di materiali antiquari, è da segnalare l'utilizzo delle edicole degli altari smantellati della chiesa di San Lorenzo di Pistoia adattati alle mostre delle finestre del primo piano, e l'inserimento sulla grande finestra posta in asse con il portone dello scudo con l'arme dei Cattani da Diacceto (al leone rampante), già fatto murare nel duomo di Fiesole da un vescovo della casata, e poi venduto con altri materiali a Bardini quando la chiesa fu, per così dire, restituita alla sua primitiva austerità. 
Ne risultò alla fine un palazzo di aspetto grandioso, echeggiante la tradizione architettonica cinquecentesca, e comunque unico e singolare tanto da discostarsi dalla tradizione locale, quindi per lo più accolto dai cronisti e cultori del tempo con aspre critiche. Così, ad esempio, nel 1885 Pietro Franceschini poteva affermare che "in questa fabbrica non è parte che leghi con l'altra e che si ha un insieme fuori di ogni regola e grazia". Il complesso della proprietà Bardini era tuttavia molto più vasto: vi appartenevano tra l'altro il duecentesco palazzo Mozzi, anch'esso affacciato sulla piazza, l'edificio contiguò lungo via de' Bardi, il parco storico che si estende per quattro ettari sulle pendici del colle di Belvedere (detto poi giardino Bardini), con una magnifica vista, la villa Manadora, rimesse, laboratori, alloggi di servizio, sale di esposizione e depositi.
L'antico ingresso della galleria museo Bardini era in via San Niccolò 84, mentre attualmente è spostato dal lato opposto, su via dei Renai, dove il palazzo presenta invece un aspetto non decorato. 
La ricchissima e variata collezione raccolta in questo palazzo (dipinti, sculture, mobili, ceramiche, arazzi, tappeti e via dicendo, dall'antichità al Barocco con una evidente predilezione per la stagione rinascimentale) fu donata al Comune di Firenze e musealizzata, in ossequio alle disposizioni testamentarie dello stesso Stefano Bardini, morto nel 1922. Aperto al pubblico nel 1925 con un allestimento curato da Alfredo Lensi, nel 1937 il museo fu ulteriormente arricchito con la collezione Corsi, costituita da oltre seicento opere dal XII al XIX secolo, donata nello stesso anno al Comune di Firenze dalla signora Fortunata Carobbi Corsi.

### Restauri
Fatto oggetto di alcuni interventi di restauro nel 1956, nel 1967-1968 (a seguito dei danni provocati dall'alluvione del 4 novembre 1966) e nel 1976 (intervento alla facciata principale), il museo vide un radicale riordinamento delle collezioni nel 1977-1978 per le cure di Fiorenza Scalia. Il palazzo fu poi chiuso nel 1999 per il restauro e la messa a norma degli ambienti e restituito alla città dopo dieci anni di lavori il 4 aprile 2009 (come Museo Civico Stefano Bardini), con un nuovo allestimento che restituisce la situazione del 1922, sulla base dell'inventario topografico stilato dalla commissione comunale nei giorni successivi la donazione. Sempre con la volontà di restituire il gusto espresso dall'antiquario, per tutte le sale sono state recuperate (sulla base dei saggi stratigrafici operati sugli intonaci) le diverse tonalità di blu che caratterizzavano le varie pareti degli ambienti, in sintonia con le tendenze proprie delle grandi dimore mitteleuropee tra la fine dell'Ottocento e i primi del Novecento, prontamente scialbate nel primo allestimento museale anche in questo caso per il loro discostarsi dalle cromie correnti dell'architettura fiorentina. Il "blu Bardini", forse ispirato da qualche cliente russo di Bardini come il conte Stroganoff, che a sua volta lo aveva potuto ammirare nei palazzi neoclassici di San Pietroburgo, si trovava, molto simile, anche nei saloni monumentali della villa San Donato dei Demidoff. Copiato da altri collezionisti, nelle loro case diventate poi a loro volta museo come l'Isabella Stewart Gardner Museum di Boston o il Museo Jacquemart-André di Parigi, a Firenze la tinta invece non piacque e poco dopo la morte di Bardini venne coperto da un anonimo color ocra. Durante il restauro, curato da Antonella Nesi, è stato ricercato tramite saggi alle pareti e grazie anche a una lettera inviata a Isabella Stewart Gardner dove Bardini svelava il segreto del suo colore.

## Le collezioni

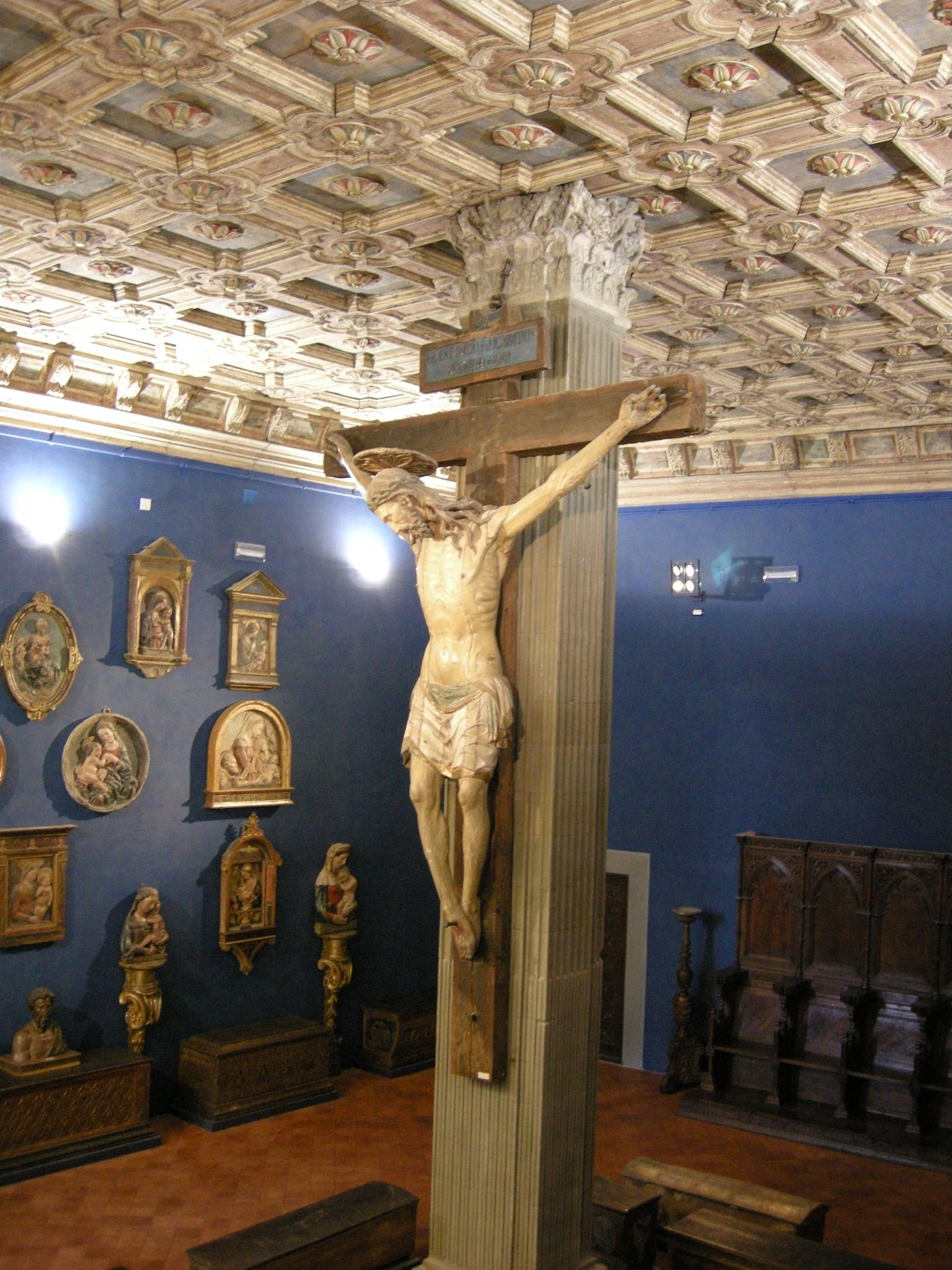
Sala del Crocifisso

Il museo ospita un eclettico insieme di più di 3600 opere, tra pitture, sculture, armature, strumenti musicali, ceramiche, monete, medaglie e mobili antichi. Fra le opere più importanti, la Carità di Tino di Camaino, la Madonna dei Cordai di Donatello e una Madonna col Bambino attribuita allo stesso artista, terrecotte invetriate della bottega dei Della Robbia, il San Michele Arcangelo di Antonio del Pollaiolo, il Martirio di una santa di Tintoretto, un'opera di Guercino e trenta disegni di Tiepolo.
Due sale al pian terreno sono state dedicate a Firenze ed alla sua storia, con alcune opere emblematiche provenienti dalle strade della città: il Cinghiale di Pietro Tacca dalla fontana del Porcellino, il Diavolino del Giambologna dall'incrocio tra via dei Vecchietti e via Strozzi, il Marzocco dorato dall'architrave di Palazzo Vecchio (tutte queste opere sono sostituite da molti anni da copie in loco e finora sparse in vari musei statali e comunali). Al piano terra inoltre si trova la collezione delle sculture e la sala d'armi.
La sala del piano ammezzato è dominata da un grande Crocifisso ligneo medievale, con la collezione di cassoni nuziali e una vetrina di ceramiche sulla parete. Lungo lo scalone sono stati appesi i tappeti antichi, tra i quali quello di 7,50 metri, che venne usato in occasione della visita di Hitler a Firenze del 1938.
Al secondo e terzo piano si trovano i dipinti, i bronzi e il restauro "in diretta" del Cristo dipinto su una croce lignea sagomata di scuola giottesca. Tra i dipinti, Ercole al bivio di Domenico Beccafumi.